# Mercer 3
Mercer 3 (również GLIMPSE-C02) – gromada kulista znajdująca się w gwiazdozbiorze Strzelca. Mercer 3 jest w znacznym stopniu mocno przesłonięta pyłem i gazem Drogi Mlecznej, ponieważ jest osadzona w jej dysku. Została odkryta w 2005 roku w ramach przeglądu GLIMPSE (Galactic Legacy Infrared Mid-Plane Survey Extraordinaire) w podczerwieni. Jako gromadę kulistą zidentyfikowały ją niezależnie dwa zespoły astronomów w 2008.
Mercer 3 znajduje się w odległości ok. 5,5 tysiąca parseków od Słońca oraz 3 tys. parseków od centrum Galaktyki. Jest to stara gromada o wieku około 12 miliardów lat. Masę gromady szacuje się na 200-300 tysięcy mas Słońca.